# Domestic Data Streamers
Domestic Data Streamers és un estudi de disseny fundat el setembre del 2013 a Barcelona que a partir de dades crea instal·lacions interactives per fer reflexionar. Segons les seves paraules duen a terme la fisicalització de dades des d'un punt de vista artístic i crític. El grup inicial estava format per un petit grup d'estudiants d'Elisava interessants en el món de l'art, el disseny, la tecnologia i les ciències socials.
El seu primer projecte va ser Yes vs. No (o Mood Wall) i va consistir en una intervenció mural sobre l'estat d'ànim de la gent fent pintar a un mur la gent que passava per la plaça de les Tres Xemeneies de Barcelona. Van guanyar el premi Gràffica 2014. El 2015 van participar en una exposició sobre Big Data al CCCB que va quantificar l'interés per les obres a partir del temps que els visitants les miraven, una intervenció que els va fer guanyar el Premi Ciutat de Barcelona el 2015. La tardor del 2015 van participar a Nova York al festival Visualized que els va obrir les portes a instal·lacions per a Basf, Krung, ThyssenKrupp o Mediapro a Israel, Holanda, Alemanya o Dubai.
El 2016 havien muntat més de 30 instal·lacions artístiques relacionades amb les dades, preveien facturar un milió d'euros, el triple que el 2015, i aspiraven passar de 13 a 20 professionals. Aquesta any formaven part del projecte Axel Gasulla, Alexandra De Requesens, Joan Planas, Dani Llugany i Pau Garcia.